# 13 de maio
13 de maio é o 133.º dia do ano no calendário gregoriano (134.º em anos bissextos). Faltam 232 dias para acabar o ano.

## Eventos históricos

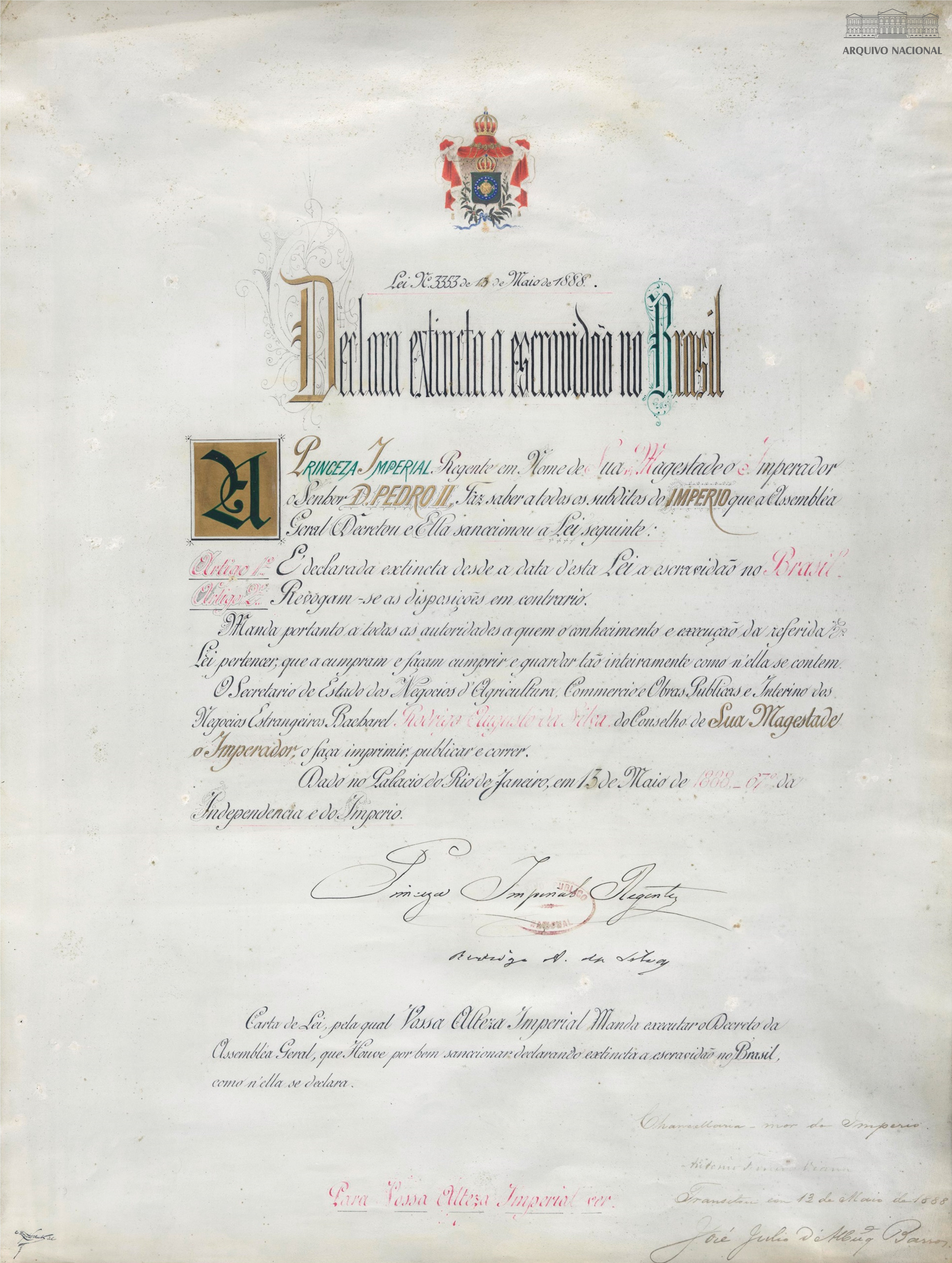
1888: Manuscrito da Lei Áurea.

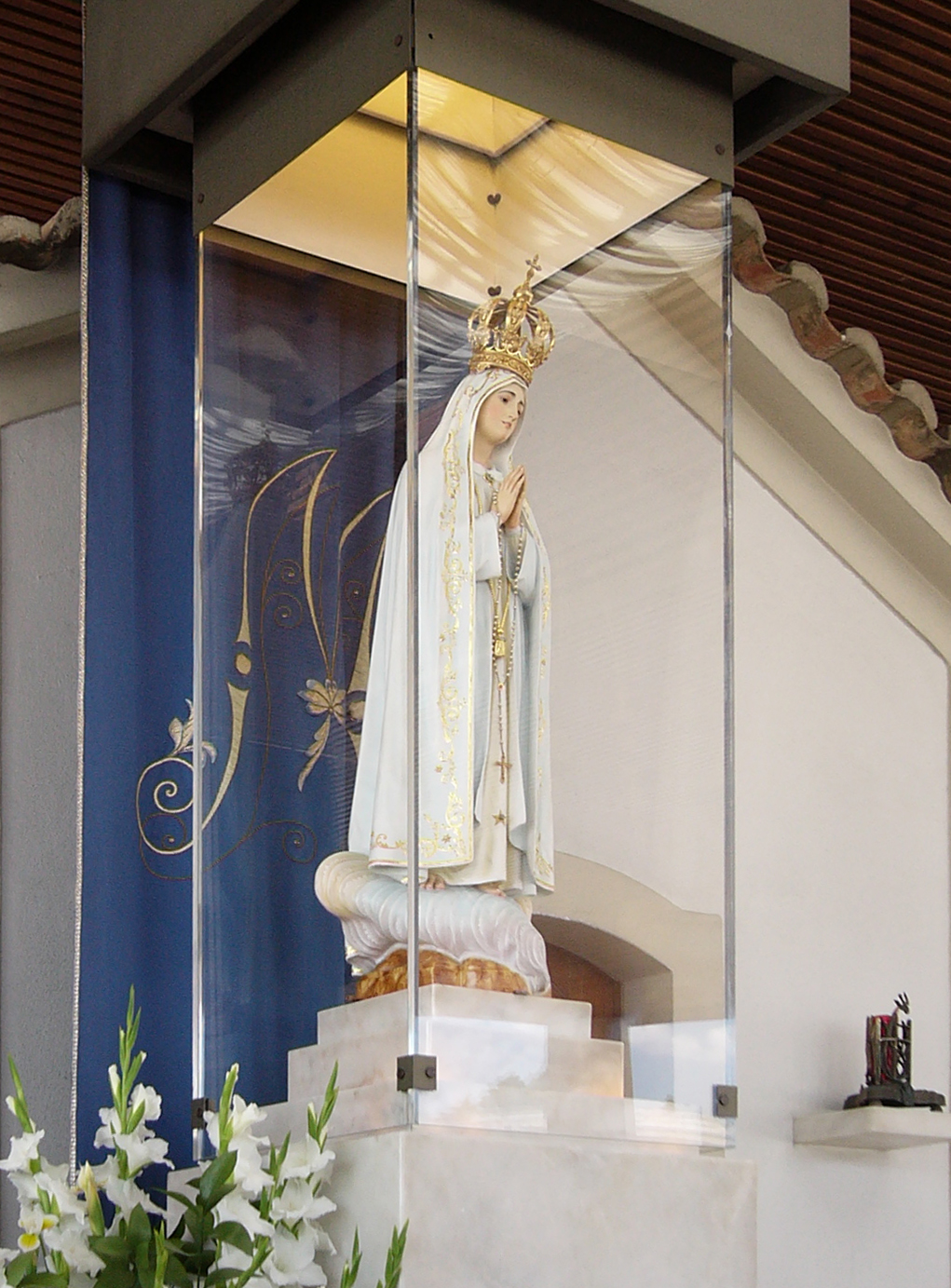
1917: Aparição de Nossa Senhora em Fátima, Portugal.

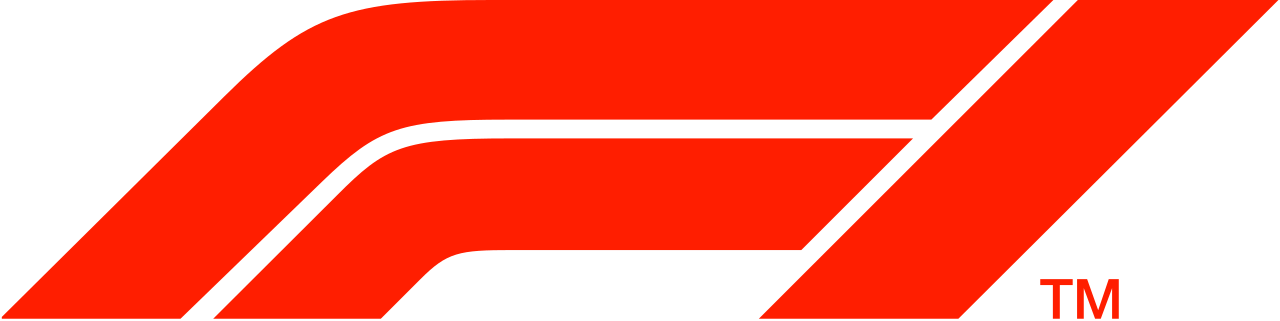
1950: Inaugurado o Campeonato Mundial de Fórmula 1 em Silverstone.

1967: TV Bandeirantes.

- 1373 — Juliana de Norwich tem visões de Jesus enquanto sofria de uma doença com risco de vida, visões que são posteriormente descritas e interpretadas em seu livro Revelations of Divine Love.[1]
- 1408 — Iúçufe III torna-se o 13.º sultão do Reino Nacérida.
- 1501
  - João da Nova descobre a Ilha de Ascensão.
  - Américo Vespúcio, desta vez sob bandeira portuguesa, zarpou para terras ocidentais.[2]
- 1612 — Duelo de espadas entre os samurais Miyamoto Musashi e Sasaki Kojiro nas margens da Ilha Ganryū. Kojiro morre no final.[3][4]
- 1619 — O estadista holandês Johan van Oldenbarnevelt é executado em Haia após ser condenado por traição.
- 1654 — Uma frota veneziana comandada pelo almirante Cort Adeler rompe uma linha de galeras e derrota a marinha otomana.[5]
- 1779 — Guerra da Sucessão Bávara: mediadores russos e franceses no Congresso de Teschen negociam o fim da guerra. No acordo, a Áustria recebe a parte de seu território que lhe foi retirada (o Innviertel).
- 1798 — Inauguração do Teatro Nacional São João, no Porto.
- 1808 — O Esquadrão da Guarda do Vice-Rei do Brasil foi reorganizado pelo então Príncipe Regente D. João Maria de Bragança, para se tornar o 1º Regimento de Cavalaria do Exército (atual: Dragões da Independência).
- 1809 — Com a vinda da Família Real Portuguesa para o Brasil é fundada a Divisão Militar da Guarda Real de Polícia, predecessora da Polícia Militar do Estado do Rio de Janeiro;
- 1822 — Pedro I é aclamado com o título de Defensor Perpétuo do Brasil, pelo Senado da Câmara Municipal da cidade do Rio de Janeiro.[6]
- 1830 — Equador alcança sua independência da Grã-Colômbia.
- 1833 — Império do Brasil: Desencadeada a Revolta de Carrancas uma rebelião de escravos.
- 1846 — Guerra Mexicano-Americana: os Estados Unidos declaram guerra à República Federal do México após uma disputa sobre a anexação americana da República do Texas e uma incursão militar mexicana.[7]
- 1861
  - Guerra Civil Americana: a rainha Vitória do Reino Unido emite uma "proclamação de neutralidade" que reconhece a Confederação como tendo direitos beligerantes.
  - Abertura da primeira linha ferroviária do Paquistão (então parte da Índia britânica), de Karachi a Kotri.
- 1888 — Sanção da Lei Áurea, abolindo a escravidão no Brasil.
- 1891 — Por ordem de Ruy Barbosa, então Ministro da Fazenda, ocorre a queima dos arquivos da escravidão no Brasil.
- 1899 — Foi fundado o Esporte Clube Vitória
- 1905 — Foi fundado o Sport Club do Recife
- 1909 — Tem início em Milão a primeira edição do Giro d'Italia. O ciclista italiano Luigi Ganna será o vencedor.
- 1912 — O Royal Flying Corps, o precursor da Força Aérea Real, é estabelecido no Reino Unido.
- 1917 — Três pastorinhos (crianças) declaram ter visto uma aparição da Virgem Maria sobre uma azinheira, na Cova da Iria, em Fátima, Portugal.
- 1926 — Inaugurada a Ponte Hercílio Luz na cidade de Florianópolis, Santa Catarina, Brasil.
- 1940 — Segunda Guerra Mundial: começa a conquista da França pela Alemanha, quando o exército alemão cruza o Meuse. Winston Churchill faz seu discurso "sangue, suor e lágrimas" na Câmara dos Comuns do Reino Unido.
- 1941 — Segunda Guerra Mundial: o coronel real iugoslavo Draža Mihailović começa a lutar contra as tropas de ocupação alemãs, dando início à resistência sérvia.
- 1945 — Segunda Guerra Mundial: a fotografia de Yevgeny Khaldei Erguendo uma bandeira sobre o Reichstag é publicada na revista Ogonyok.
- 1950 — Realizada a prova inaugural do Campeonato Mundial de Fórmula 1 em Silverstone. A corrida foi vencida por Giuseppe Farina, que viria a se tornar o campeão inaugural naquele ano.
- 1951 — O 400.º aniversário da fundação da Universidade Nacional Maior de São Marcos é comemorado com a inauguração do primeiro estádio de grande capacidade no Peru.
- 1952 — O Rajya Sabha (Conselho dos Estados), a câmara alta do Parlamento da Índia, realiza sua primeira sessão.
- 1958
  - Durante uma visita a Caracas, Venezuela, o carro do vice-presidente Richard Nixon é atacado por manifestantes antiamericanos.
  - Crise de Maio de 1958: um grupo de oficiais franceses lidera um golpe de Estado em Argel exigindo que um governo de unidade nacional fosse formado com Charles de Gaulle como seu chefe para defender o controle francês da Argélia.
- 1960 — Centenas de estudantes da Universidade da Califórnia em Berkeley, se reúnem para o primeiro dia de protestos contra a visita do Comitê de Atividades Antiamericanas.
- 1967 — Entra no ar, em São Paulo, a TV Bandeirantes.
- 1969 — Incidente de 13 de Maio envolvendo violência sectária em Kuala Lumpur, Malásia.
- 1981 — Mehmet Ali Ağca tenta assassinar o papa João Paulo II na praça de São Pedro, no Vaticano. O papa sobrevive após se submeter a uma cirurgia na Policlínica Gemelli.
- 1985 — Um bombardeio pela polícia, seguido de incêndio, da sede do MOVE na Filadélfia para acabar com um impasse, mata seis adultos e cinco crianças e destrói as casas de 250 moradores da cidade.
- 1989 — Grandes grupos de estudantes ocupam a Praça da Paz Celestial e começam uma greve de fome.
- 1990 — Incidentes entre GNK Dinamo Zagreb e Estrela Vermelha de Belgrado no Estádio Maksimir em Zagreb, Croácia entre os Bad Blue Boys (torcedores do Dinamo Zagreb) e os Delije (torcedores do Estrela Vermelha de Belgrado).
- 1992 — Li Hongzhi dá a primeira palestra pública sobre o Falun Gong em Changchun, República Popular da China.
- 1998 — A Índia realiza dois testes de armas nucleares em Pokhran, após os três realizados em 11 de maio. Os Estados Unidos e o Japão impõem sanções econômicas à Índia.[8]
- 2005 — Massacre de Andijan, Uzbequistão: as tropas do governo dispararam contra uma multidão de manifestantes depois de uma prisão; pelo menos 187 pessoas foram mortas de acordo com estimativas oficiais.
- 2012 — Quarenta e nove corpos desmembrados são descobertos pelas autoridades mexicanas na Rodovia Federal Mexicana 40.
- 2014 — Explosão em uma mina de carvão subterrânea no sudoeste da Turquia mata 301 mineiros.
- 2017 — Papa Francisco viaja a Portugal para celebrar o 100.º aniversário das Aparições de Fátima no Santuário de Fátima e para proceder à canonização dos Beatos Francisco Marto e Jacinta Marto, em Fátima.

## Nascimentos

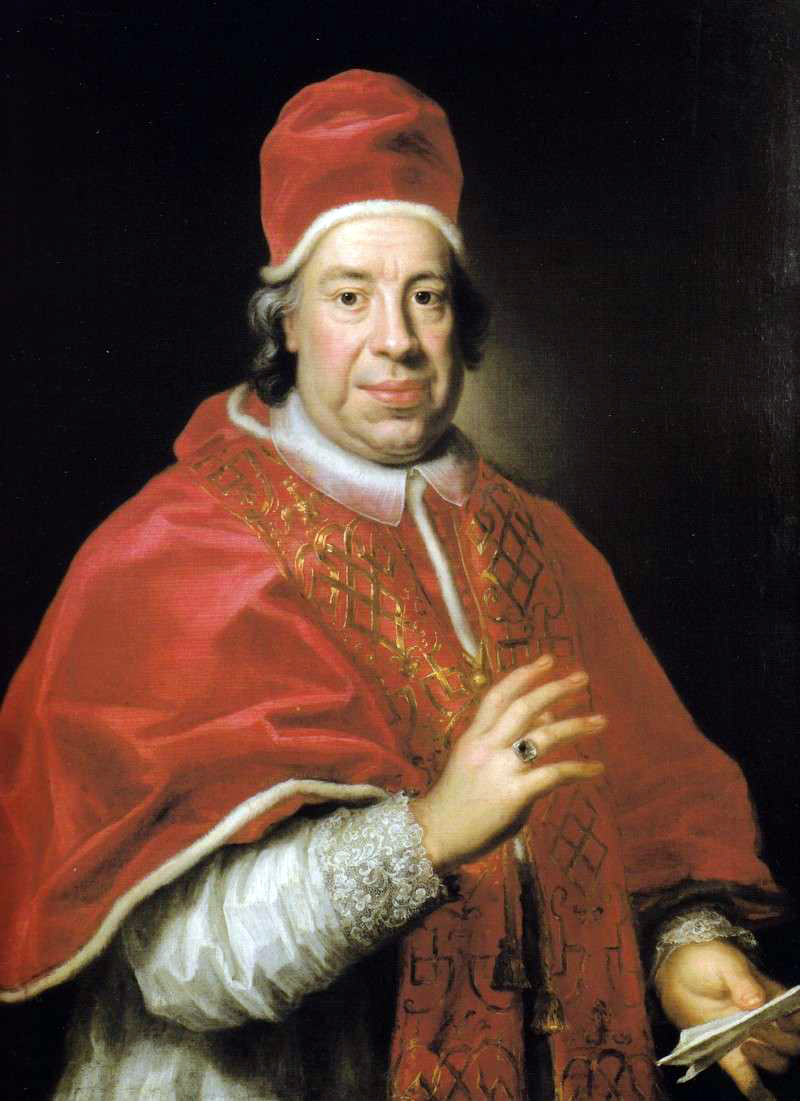
Papa Inocêncio XIII

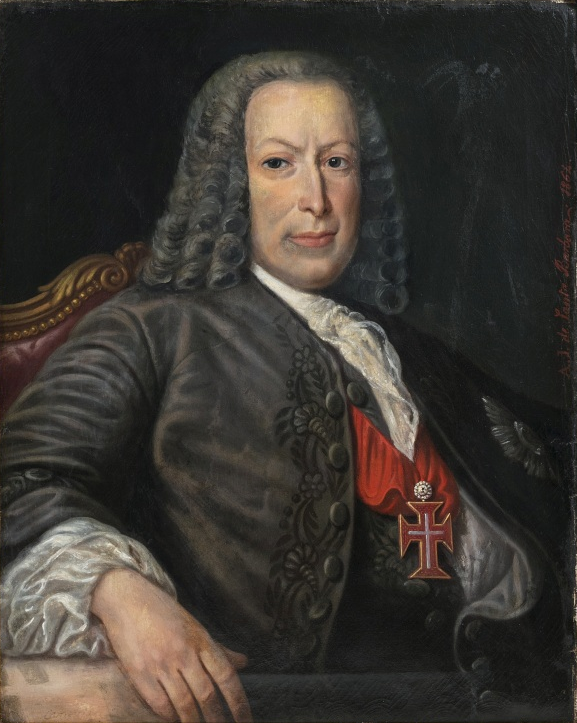
Marquês de Pombal

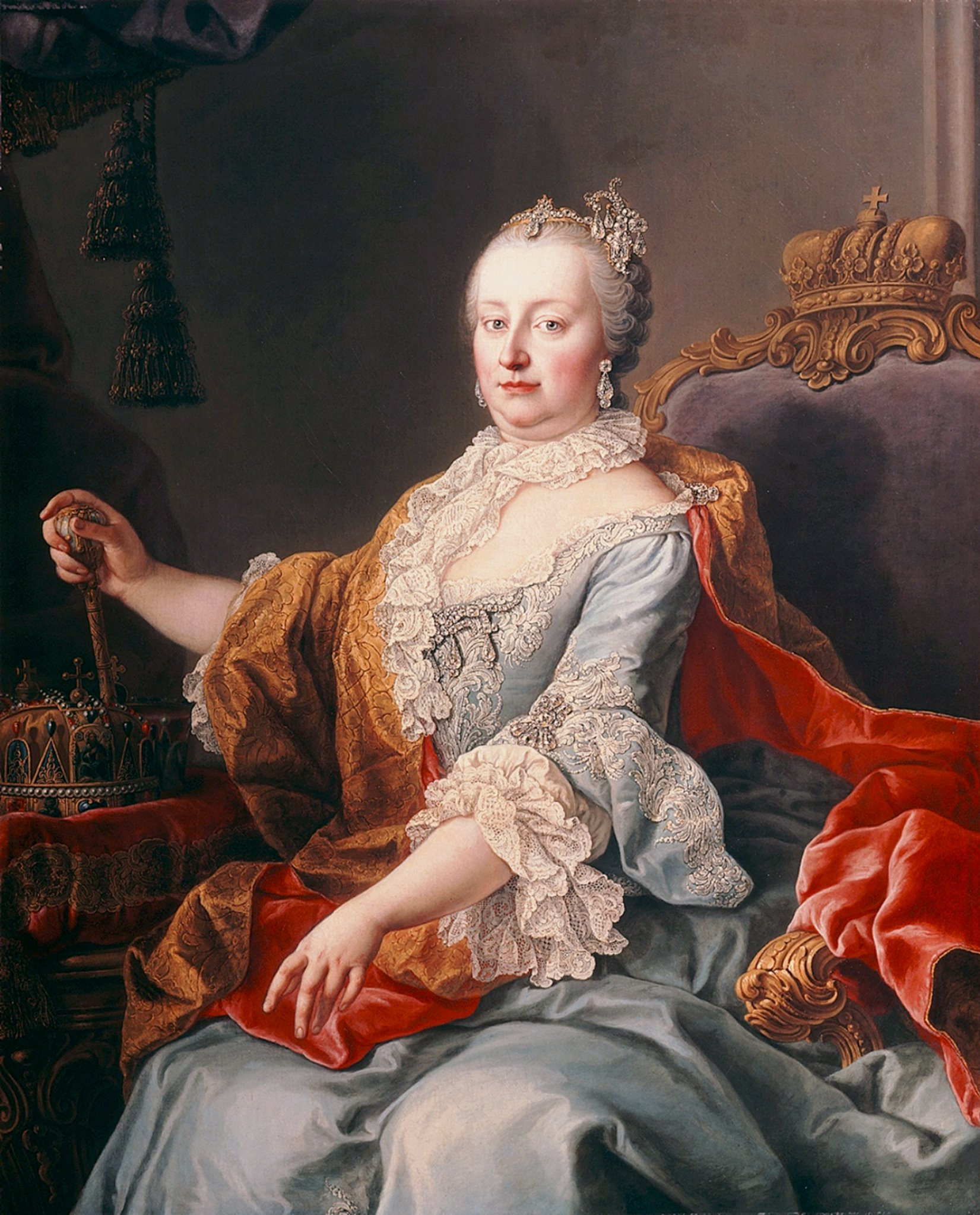
Maria Teresa da Áustria

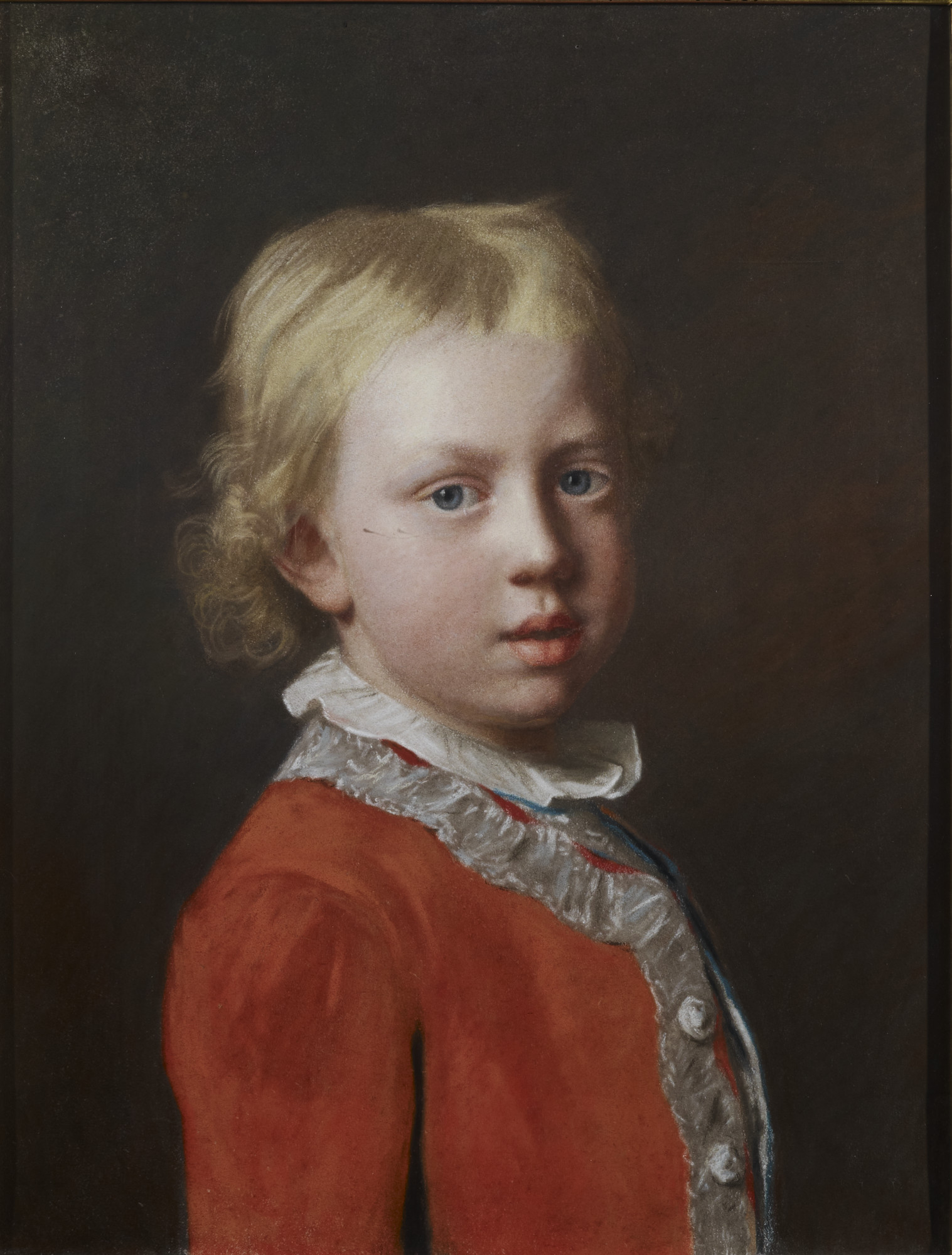
Frederico de Gales

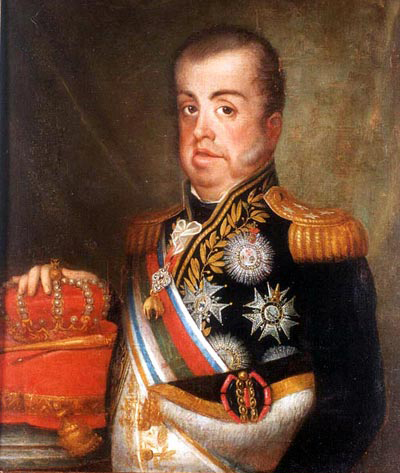
João VI de Portugal

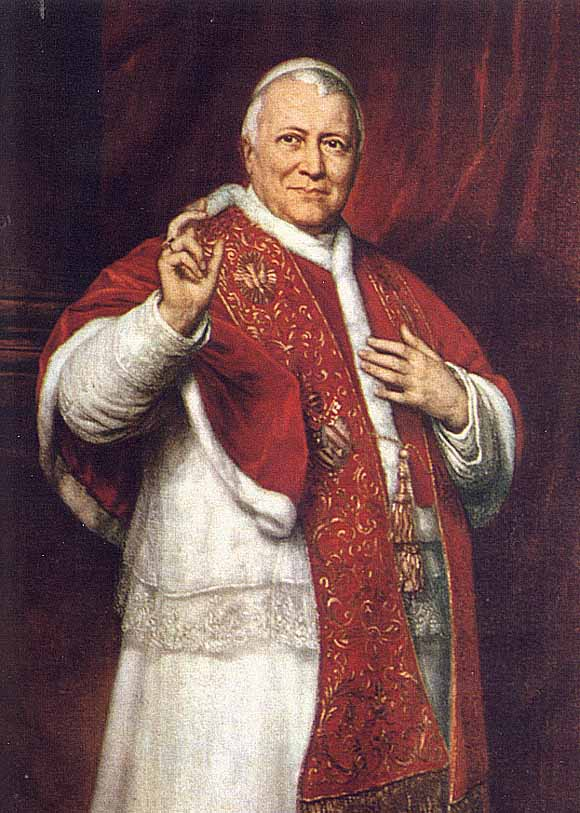
Papa Pio IX

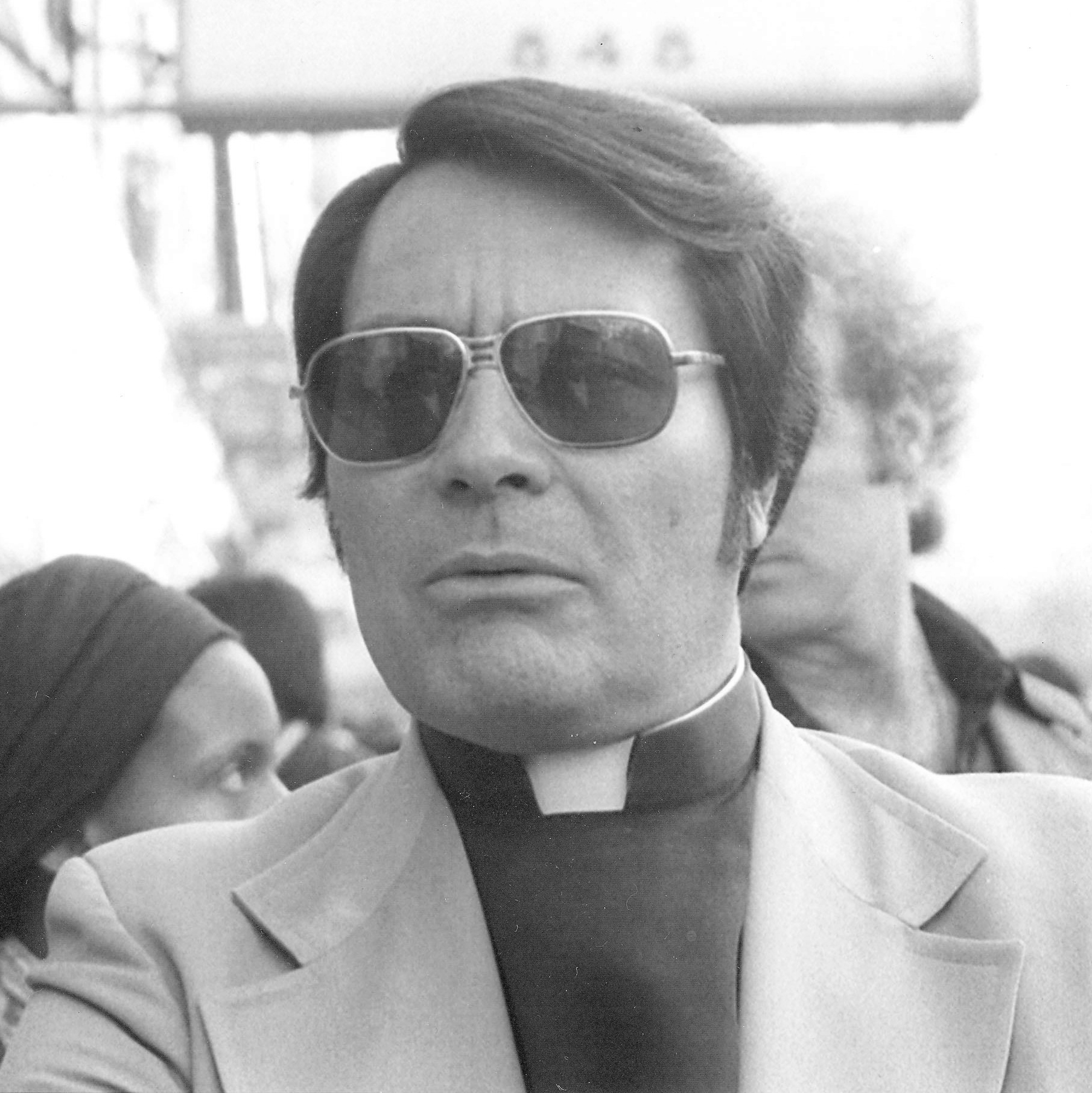
Jim Jones

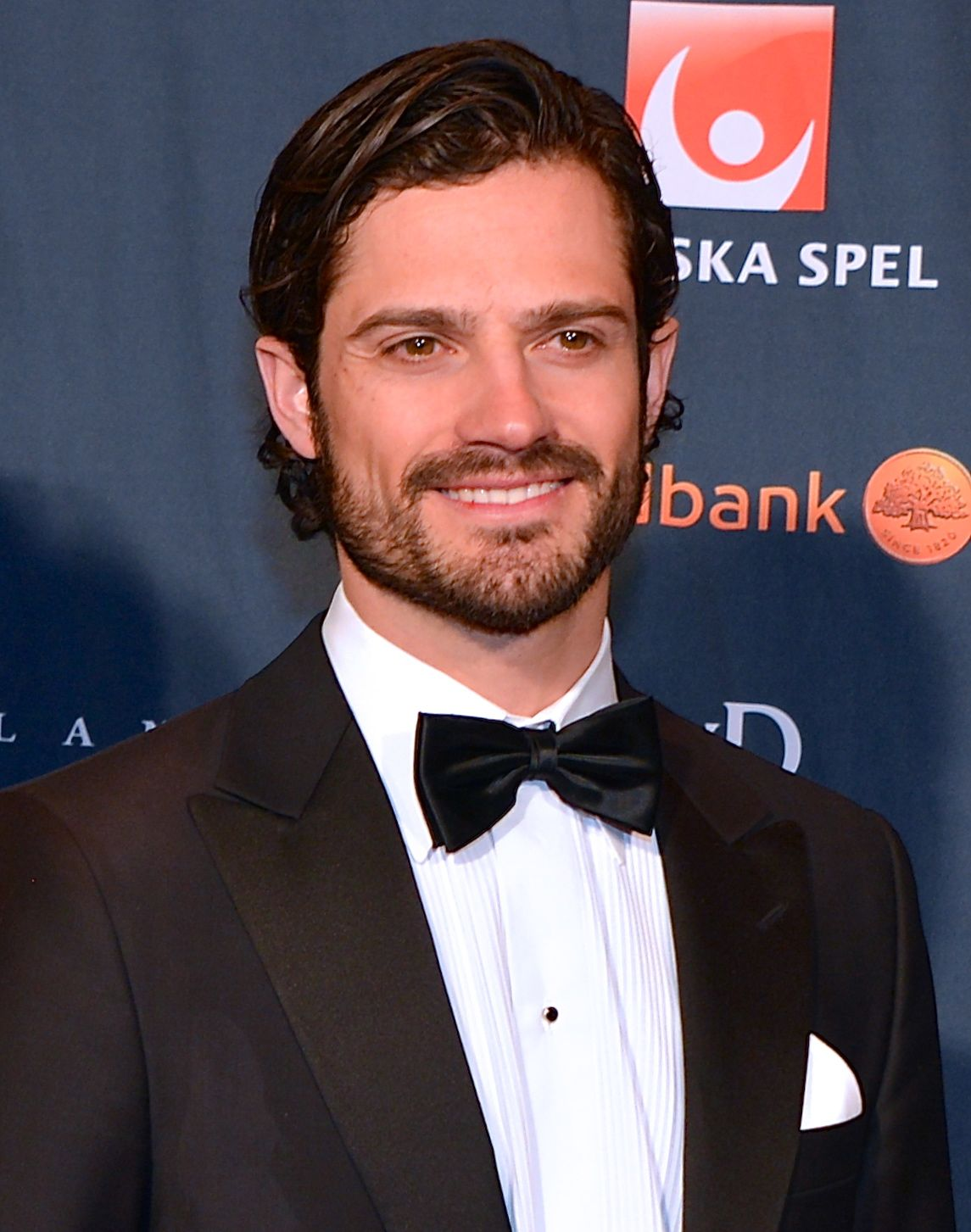
Carlos Filipe, Duque da Varmlândia

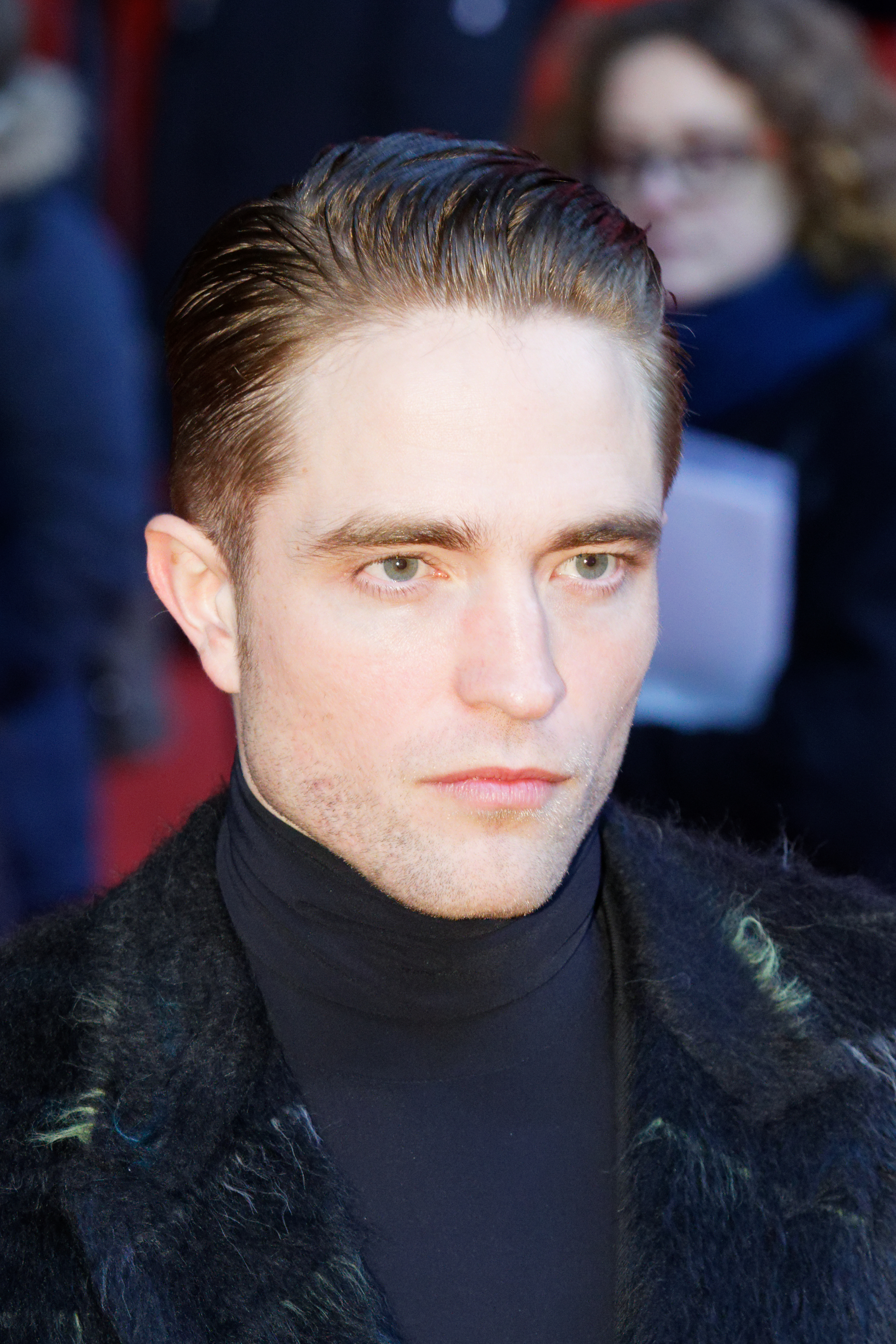
Robert Pattinson

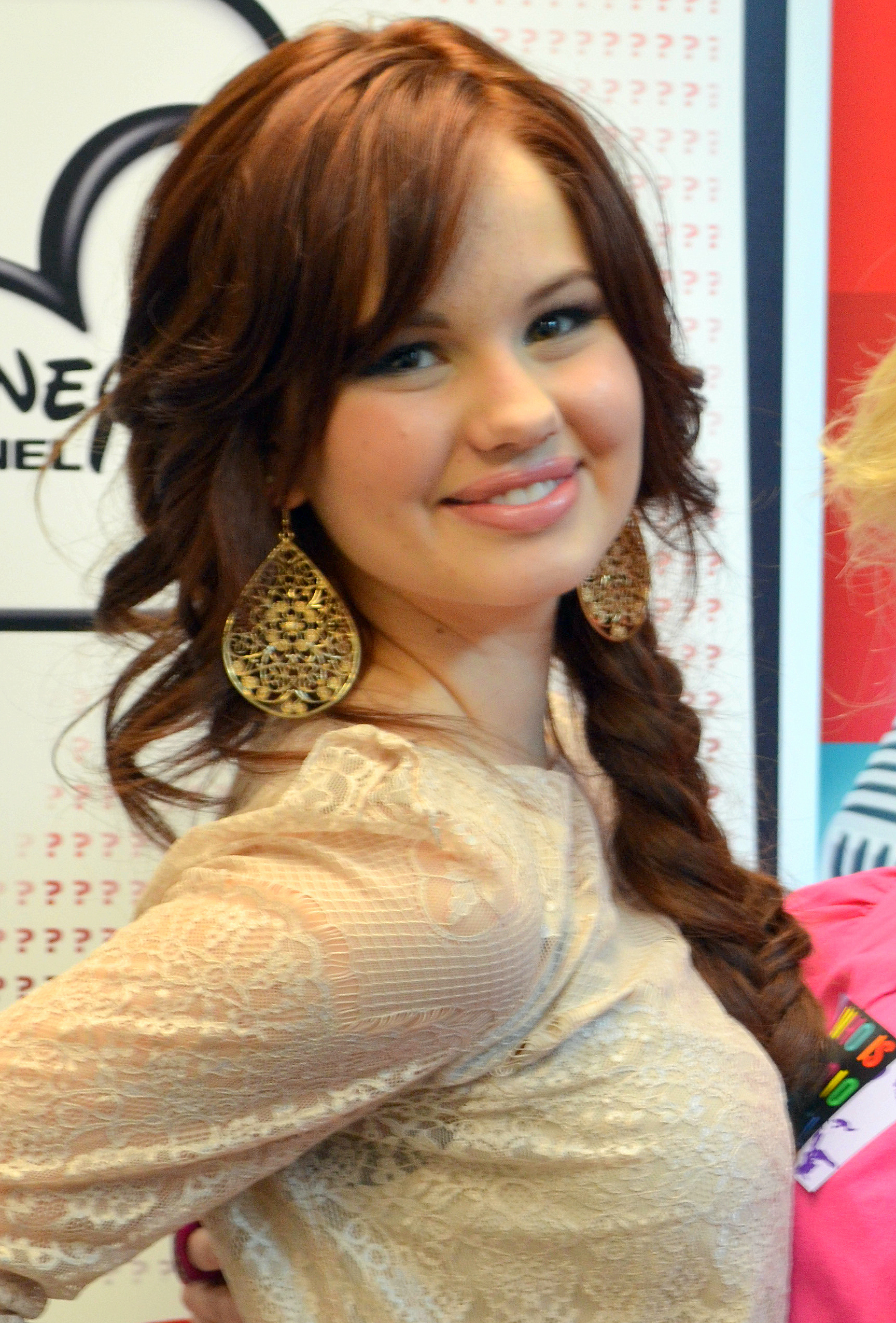
Debby Ryan

### Anteriores ao século XIX
- 1179 — Teobaldo III de Champanhe, conde de Champanhe (m. 1201).
- 1024 — Hugo de Cluny, santo francês (m. 1109).
- 1221 — Alexandre Nevski, príncipe e santo russo (m. 1263).
- 1254 — Maria de Brabante, rainha da França (m. 1321).
- 1588 — Olaus Wormius, médico dinamarquês (m. 1654).
- 1655 — Papa Inocêncio 13 (m. 1724).
- 1699 — Sebastião José de Carvalho e Melo, Marquês de Pombal (m. 1782).
- 1717 — Maria Teresa da Áustria (m. 1780).
- 1730 — Charles Watson-Wentworth, 2.º Marquês de Rockingham (m. 1782).
- 1738 — Ernst Gottfried Baldinger, médico alemão (m. 1804).
- 1742 — Maria Cristina, Duquesa de Teschen (m. 1798).
- 1750
  - Lorenzo Mascheroni, matemático italiano (m. 1800).
  - Frederico da Grã-Bretanha (m. 1765).
- 1759 — Elizabeth Cavendish, duquesa de Devonshire (m. 1824).
- 1765 — Vieira Portuense, pintor português (m. 1805).
- 1767 — João 6.º de Portugal (m. 1826).
- 1787 — Antônio Ferreira Viçoso, religioso e escritor português (m. 1875).
- 1792 — Papa Pio 9.º (m. 1878).

### Século XIX
- 1822 — Francisco, Duque de Cádis (m. 1902).
- 1844 — George Spencer-Churchill, 8.º Duque de Marlborough (m. 1892).
- 1857 — Ronald Ross, médico britânico (m. 1932).
- 1859 — Raimundo Correia, poeta brasileiro (m. 1911).
- 1870 — Margarida Sofia da Áustria, duquesa de Württemberg (m. 1902).
- 1881 — Lima Barreto, escritor brasileiro (m. 1922).
- 1882 — Georges Braque, pintor francês (m. 1963).
- 1883 — Geórgios Papanicolau médico grego (m. 1962).
- 1888 — Inge Lehmann, geodesista e sismologista dinamarquesa (m. 1993).
- 1889 — Teodósio Clemente de Gouveia, religioso português (m. 1962).

### Século XX

#### 1901–1950
- 1901 — Murilo Mendes, escritor brasileiro (m. 1975).
- 1912 — Gil Evans, pianista de jazz canadense (m. 1988).
- 1927 — Herbert Ross, diretor de cinema e coreógrafo estadunidense (m. 2001).
- 1928 — Enrique Bolaños Geyer, político nicaraguense (m. 2021).
- 1929 — Angela Maria, cantora brasileira (m. 2018).
- 1931
  - Jim Jones, líder religioso norte-americano (m. 1978).
  - Harold Simmons, empresário norte-americano (m. 2013).
- 1933 — Waldick Soriano, cantor e compositor brasileiro (m. 2008).
- 1939 — Harvey Keitel, ator estado-unidense.
- 1941
  - Nona Gaprindashvili, enxadrista georgiana.
  - Ritchie Valens, cantor e compositor norte-americano (m. 1959).
- 1944 — Uwe Barschel, político alemão (m. 1987).
- 1947 — Irmgard Möller, ativista alemã.
- 1948 — José Antonio Aparecido Tosi Marques, religioso brasileiro.
- 1949 — Zoë Wanamaker, atriz anglo-americana.
- 1950
  - Stevie Wonder, compositor e cantor norte-americano.
  - Elaine Cristina, atriz brasileira.

#### 1951–2000
- 1952 — Sharon Wichman, nadadora americana.
- 1954 — Aloizio Mercadante, economista e político brasileiro.
- 1955 — Garry Bushell, colunista britânico.
- 1956
  - Alexander Kalery, cosmonauta russo.
  - Vânia Bastos, cantora brasileira.
- 1957
  - Stefano Tacconi, futebolista italiano.
  - José Beltrame, delegado federal brasileiro.
  - Alan Ball, roteirista, produtor e diretor norte-americano.
- 1959 — Morten Sæther, ex-ciclista norueguês.
- 1961 — Dennis Rodman, ex-jogador de basquete e ator norte-americano.
- 1964
  - Cláudio Zoli, cantor e compositor brasileiro.
  - Stephen Colbert, ator e comediante norte-americano.
- 1967 — Melanie Thornton, cantora norte-americana (m. 2001).
- 1969 — Fátima Lopes, apresentadora de televisão portuguesa.
- 1970 — Fabio Arruda, consultor de etiqueta e apresentador brasileiro (m. 2024).
- 1971 — Nonô Figueiredo, automobilista brasileiro.
- 1972 — Giovanni Tedesco, ex-futebolista italiano.
- 1973 — Otaviano Costa, ator e apresentador brasileiro.
- 1974 — Cléber Gaúcho, futebolista brasileiro.
- 1975
  - Patrícia Maldonado, jornalista e apresentadora de televisão brasileira.
  - José Paulo Sousa, futebolista português.
  - Itatí Cantoral, atriz mexicana.
- 1977 — Samantha Morton, atriz britânica.
- 1978 — Ediglê, futebolista brasileiro.
- 1979 — Carlos Filipe, Duque da Varmlândia.
- 1981 — Sunny Leone, atriz canadense.
- 1982 — Oguchi Onyewu, futebolista norte-americano.
- 1983 — Yaya Touré, futebolista marfinense.
- 1984 — Alex Velea, cantor romeno.
- 1985 — Iwan Rheon, ator e cantor galês.
- 1986 — Robert Pattinson, ator e cantor britânico.
- 1987
  - Carrie Prejean, modelo norte-americana.
  - Candice Accola, atriz e cantora norte-americana.
- 1988 — Lydia Williams, futebolista australiana.
- 1989 — Sebastián Closter, voleibolista argentino.
- 1990 — Alanzoka, streamer brasileiro.
- 1991
  - Francisco Lachowski, modelo brasileiro.
  - Alan Patrick, futebolista brasileiro.
- 1992 — Sergei Pavlovich, lutador russo.
- 1993
  - Debby Ryan, atriz norte-americana.
  - Bang Min-ah, cantora e atriz sul-coreana.
  - Romelu Lukaku, futebolista belga.
  - Supanut Lourhaphanich, ator e cantor tailandês.
- 1994 — Cameron McEvoy, nadador australiano.
- 1995 — Alex Santana, futebolista brasileiro.
- 1997 — Alexis Messidoro, futebolista argentino.
- 1998 — Jon Moncayola, futebolista espanhol.
- 1999
  - Óscar Mingueza, futebolista espanhol.
  - Aníbal Moreno, futebolista argentino.

## Mortes

### Anteriores ao século XIX
- 0189 — Lingdi, imperador da China (n. 156).
- 1176 — Mateus I da Lorena (n. 1119).
- 1408 — Maomé VII de Granada (n. 1370).
- 1573 — Takeda Shingen, daimiô japonês (n. 1521).
- 1619 — Johan van Oldenbarnevelt, político holandês (n. 1619).
- 1704 — Louis Bourdaloue, pregador francês (n. 1632).
- 1709 — Carey Fraser, nobre inglesa (n. 1660).

### Século XIX
- 1832 — Georges Cuvier, naturalista e zoólogo francês (n. 1769).
- 1835 — John Nash, arquiteto britânico (n. 1752).
- 1848 — Alexander Baring, político e financista britânico (n. 1774).
- 1866 — Nikolai Brashman, matemático russo (n. 1796).
- 1878 — Joseph Henry, cientista americano (n. 1797).
- 1880 — David Thomas Ansted, geólogo e escritor britânico (n. 1814).
- 1885 — Friedrich Gustav Jakob Henle, médico, patologista e anatomista alemão (n. 1809).

### Século XX
- 1903 — Apolinario Mabini, político filipino (n. 1864).
- 1913 — Manuel Baptista da Cunha, arcebispo português (n. 1843).
- 1916 — Sholom Aleichem, escritor e dramaturgo ucraniano (n. 1859).
- 1921 — Jean Aicard, escritor e poeta francês (n. 1848).
- 1927 — Conchita Barrecheguren, jovem espanhola (n. 1905).
- 1929 — Arthur Scherbius, engenheiro alemão (n. 1878).
- 1930 — Fridtjof Nansen, cientista, explorador polar e político norueguês (n. 1861).
- 1938 — Charles Édouard Guillaume, físico suíço (n. 1861).
- 1948 — Kathleen Kennedy Cavendish, marquesa de Hartington (n. 1920).
- 1957 — Michael Fekete, matemático israelo-húngaro (n. 1886).
- 1961 — Gary Cooper, ator estadunidense (n. 1901).
- 1962 — Franz Kline, pintor estadunidense (n. 1910).
- 1963 — Alois Hudal, bispo católico austríaco (n. 1885).
- 1974 — Jaime Torres Bodet, político, filósofo e escritor mexicano (n. 1902).
- 1984 — Pedro Nava, escritor e médico brasileiro (n. 1903).
- 1985 — Leatrice Joy, atriz estadunidense (n. 1893).
- 1988 — Chet Baker, trompetista de jazz estadunidense (n. 1929).
- 1990 — Donald Lathrap, arqueólogo estadunidense (n. 1927).
- 1994 — Duncan Hamilton, automobilista irlandês (n. 1920).
- 1995 — Hao Wang, matemático e filósofo sino-americano (n. 1921).
- 1999 — Gene Sarazen, golfista estadunidense (n. 1902).

### Século XXI
- 2002 — Valeriy Lobanovskiy, treinador de futebol ucraniano (n. 1939).
- 2009
  - Waldemar Levy Cardoso, militar brasileiro (n. 1900).
  - Norbert Eschmann, futebolista suíço (n. 1933).
  - Rafael Escalona, compositor e trovador colombiano (n. 1927).
- 2014 — David Malet Armstrong, filósofo australiano (n. 1926).
- 2018
  - Margot Kidder, atriz de origem franco-canadense (n. 1948).
  - Rômulo Gouveia, político brasileiro (n. 1965).
  - Cláudia Celeste, atriz e dançarina brasileira (n. 1952).
- 2019 — Doris Day, atriz estadunidense (n. 1922).
- 2021 — Maria João Abreu, atriz portuguesa (n. 1964).
- 2022 — João Rendeiro, banqueiro português (n. 1952).
- 2025
  - José Mujica, político uruguaio (n. 1935).
  - Divaldo Franco, médium e palestrante brasileiro (n. 1927).

## Feriados e eventos cíclicos

### Portugal
- Feriado municipal de Vila Real de Santo António - Elevação a cidade

### Brasil
- Dia da Abolição da Escravatura no Brasil (1888)
- Dia Nacional de Denúncia contra o Racismo
- Feriado Municipal em Ribeirão Claro, Paraná — Aniversário da cidade
- Feriado Municipal em Arraial do Cabo, Rio de Janeiro — Aniversário da cidade
- Feriado Municipal em Reserva do Cabaçal, Mato Grosso — Aniversário da cidade
- Feriado Municipal em Primavera do Leste, Mato Grosso — Aniversário da cidade
- Feriado Municipal em Cristina, Minas Gerais — Aniversário da cidade
- Feriado Municipal em Tangará da Serra, Mato Grosso — Aniversário da cidade
- Feriado Municipal em Sorriso, Mato Grosso — Aniversário da cidade
- Feriado Municipal em Comodoro, Mato Grosso — Aniversário da cidade
- Feriado Municipal em Pedra Preta, Mato Grosso — Aniversário da cidade
- Feriado Municipal em Redenção, Pará — Aniversário da cidade
- Feriado Municipal em Xinguara, Pará — Aniversário da cidade
- Feriado Municipal em Bodoquena, Mato Grosso do Sul — Aniversário da cidade
- Feriado Municipal em Camaragibe, Pernambuco — Aniversário da cidade
- Feriado Municipal em Tacaratu, Pernambuco — Aniversário da cidade
- Feriado Municipal em Poços de Caldas, Minas Gerais — Dia da festa de São Benedito
- Feriado Municipal em Elesbão Veloso, Piauí — Aniversário da cidade

### Cristianismo
- André-Hubert Fournet
- Celidônio de Nîmes
- Conchita Barrecheguren
- Nossa Senhora de Fátima
- Servácio de Tongeren

## Outros calendários
- No calendário romano era o 3.º dia (III) antes dos idos de maio.
- No calendário litúrgico tem a letra dominical G para o dia da semana.
- No calendário gregoriano a epacta do dia é xvi.